# Bataille de Locus Castorum
La bataille de Locus Castorum a lieu en 69, à une vingtaine de kilomètres de Crémone, lors de l'année des quatre empereurs. Elle oppose l'armée de l'empereur Othon à celle de Vitellius, qui s'est lui aussi déclaré empereur. Othon remporte la victoire mais celle-ci est loin d'être décisive et il est peu après définitivement vaincu par son rival à la bataille de Bedriacum.

## Sources
- Tacite, Histoires, II, 24-26